# Gradi della marina egiziana
I gradi della Marina militare egiziana sono uguali a quelli dell'esercito egiziano cui viene aggiunto il suffisso bahri (بحري) cioè di mare. Equiparando i gradi della Marina egiziana a quelle della Royal Navy e a quelli della marine di tradizione anglosassone i gradi di Farīq 'awwāl, Farīq, Līwa'ā e Amīd sono rispettivamente equiparabili equiparabili ad ammiraglio, viceammiraglio, retroammiraglio e commodoro.

## Gradi

### Gradi degli ufficiali
| Controspalline   |                                               |                                        |                                          |                                  |                                             |                                                |                                              |                                             |                                                     |                                    |      |  |
| Paramano         |                                               |                                        |                                          |                                  |                                             |                                                |                                              |                                             |                                                     |                                    |      |  |
| Grado            | Ammiraglio فريق أول بحري (Fariq 'awwal bahri) | Viceammiraglio فريق بحري (Fariq bahri) | Retroammiraglio لواء بحري (Līwa'ā bahri) | Commodoro عميد بحري (Amīd bahri) | Capitano di vascello عقيد بحري (Aqīd bahri) | Capitano di fregata مقدم بحري (Muqāddām bahri) | Capitano di corvetta رائد بحري (Rāyīd bahri) | Tenente di vascello نقيب بحري (Nāqīb bahri) | Primo tenente ملازم أول بحري (Mulāzīm 'awwāl bahri) | Tenente ملازم بحري (Mulāzīm bahri) |      |  |
| Equivalente NATO | OF-9                                          | OF-8                                   | OF-7                                     | OF-6                             | OF-5                                        | OF-4                                           | OF-3                                         | OF-2                                        | OF-2                                                | OF-1                               | OF-1 |  |

### Gradi di sottufficiali e comuni
| Sottufficiali e comuni | Sottufficiali e comuni                 | Sottufficiali e comuni | Sottufficiali e comuni | Sottufficiali e comuni | Sottufficiali e comuni | Sottufficiali e comuni |
| ---------------------- | -------------------------------------- | ---------------------- | ---------------------- | ---------------------- | ---------------------- | ---------------------- |
| Patches                |                                        |                        |                        | nessun distintivo      |                        |                        |
| Grado                  | Primo sergente رقيب أول (Rāqīb 'awwāl) | Sergente رقيب (Rāqīb)  | Caporale عريف (Arīf)   | Marinaio جندي (Jundī)  |                        |                        |
| Equivalente NATO       | OR-6                                   | OR-5                   | OR-4                   | OR-2                   | OR-1                   |                        |